# سرگئی کوپتف
سرگئی ولادیمیرویچ کوپتف (ارمنی: Սերգեյ Վլադիմիրովիչ Կոպտև؛  ۱۸ فوریهٔ ۱۹۱۳ – ۱۴ آوریل ۱۹۹۲) یک موسیقی‌شناس اهل روسیه بود. وی بین سال‌های - تا - میلادی فعالیت می‌کرد.

## زندگی‌نامه
وی در ۱۸ فوریهٔ ۱۹۱۳ در ومژا به دنیا آمد و از کنسرواتوار سن پترزبورگ فارغ‌التحصیل شد. وی در کنسرواتوار دولتی کومیتاس ایروان فعالیت می‌کرد. وی همچنین برندهٔ جوایزی همچون چهره هنری شایسته جمهوری ارمنستان شده است. وی در ۱۴ آوریل ۱۹۹۲ در سن ۷۹ سالگی در ایروان درگذشت.

## یادداشت
1. ↑  Լոմժա